# Rajd Automobilistico del Sestriere 1954
Rajd Automobilistico del Sestriere 1954 (5. Rallye Automobilistico del Sestriere) – 5. edycja rajdu samochodowego Rajd Automobilistico Internazionale del Sestriere rozgrywanego we Włoszech. Rozgrywany był od 21 do 25 lutego 1954 roku. Była to druga runda Rajdowych Mistrzostw Europy w roku 1954.

## Klasyfikacja rajdu
| Miejsce                      | Kierowca                     | Pilot                        | Samochód                     | Czas                         | Strata                       |                              |
| Klasyfikacja generalna i ERC | Klasyfikacja generalna i ERC | Klasyfikacja generalna i ERC | Klasyfikacja generalna i ERC | Klasyfikacja generalna i ERC | Klasyfikacja generalna i ERC | Klasyfikacja generalna i ERC |
| ---------------------------- | ---------------------------- | ---------------------------- | ---------------------------- | ---------------------------- | ---------------------------- | ---------------------------- |
| 1.                           | Piero Valenzano              | Renato Sposetti              | Lancia Aurelia B20 GT        | 7                            | 0.0                          |                              |
| 2.                           | Guido Brignone               | Guido Meregalli              | Lancia Aurelia B20           | 12                           | +5                           |                              |
| 3.                           | Giuseppe Maranzana           | Giancarlo Carlotti           | Panhard Dyna X86             | 19                           | +11                          |                              |
| 4.                           | Paul Guiraud                 | Henri Beau                   | Peugeot 203                  | 21                           | +14                          |                              |
| 5.                           | Lucio Finucci                | Gino Munaron                 | Lancia Aurelia B22           | 35                           | +27                          |                              |
| 6.                           | Heinrich Theden              | Manfred Elmenhorst           | Porsche 356 1300 Super       | 38                           | +31                          |                              |
| 7.                           | Werner Engel                 | Gilbert Ambrecht             | Porsche 356 1300 Super       | 55                           | +47                          |                              |
| 8.                           | Attilio Buffa                | Gian-Andrea Carabelli        | Lancia Appia                 | 56                           | +48                          |                              |
| 9.                           | Emillio Giletti              | Cinti                        | Lancia Aurelia B22           | 57                           | +50                          |                              |
| 10.                          | Luciano Crotti               | Renzo Sassi                  | Lancia Appia                 | 58                           | +50                          |                              |